# Henry James (geodet)
Henry James, född 8 juni 1803 i Rose-in-Vale, Cornwall, död 14 juni 1877 i Southampton, Hampshire, var en brittisk geodet.
Efter att ha genomgått Krigssakademien i Woolwich blev han 1825 löjtnant i ingenjörskåren, 1844 direktor för Irlands geologiska undersökning, 1846 chef for sjökortsväsendet och amiralitetsarbetena i Portsmouth, 1852 ledare för The Ordnance Survey i Storbritannien och slutligen 1857-70 styresman för krigsministeriets topografiska och statistiska departement. År 1860 tilldelades han knightsvärdighet.
År 1859 uppfann James en fotografisk metod, som han kallade fotozinkografi, och genom vilken han framställde Domesday Book i faksimil (1862, 32 band), liksom han med samma metod utgav Facsimiles of National Manuscripts from William the Conqueror to Queen Anne, Facsimiles of National Manuscripts of Scotland (1867 ff.) och Facsimiles of National Manuscripts of Ireland.
Han avled i Southampton 1877 som generallöjtnant. 

## Övriga skrifter i urval
- Ordnance Trigonometrical Survey of Ireland (1858)
- Account of the Principal Triangulation of the United Kingdom (1864)
- Record of the Expedition to Abyssinia (1870)